# Bataille des sexes en science-fiction

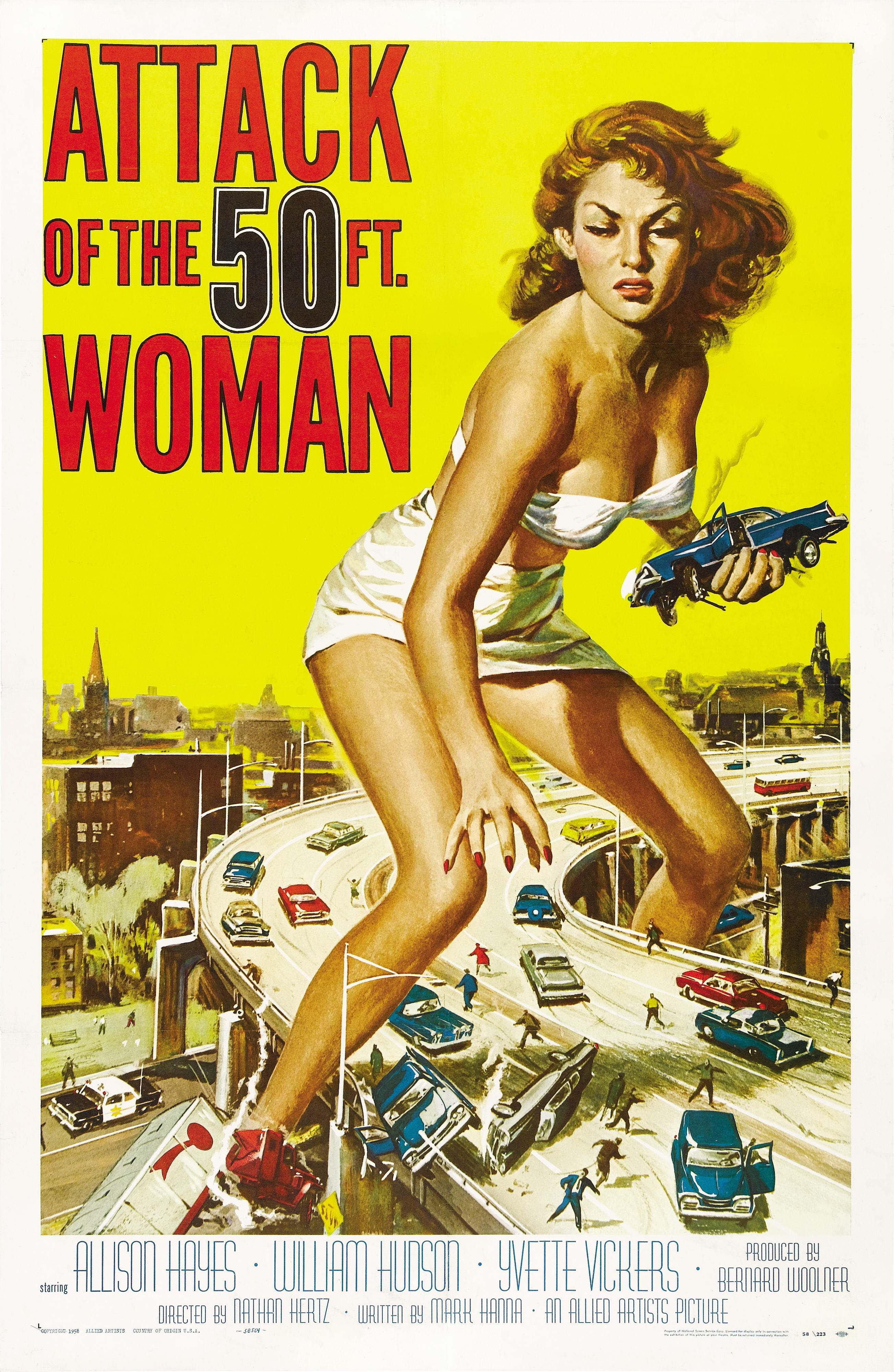
L'Attaque de la femme de 50 pieds, un film de 1958 qui montre une révolte féministe contre les hommes.

La bataille des sexes en science-fiction est un trope récurrent mettant en scène des conflits entre des sociétés d'hommes et de femmes dans un scénario de science-fiction pour obtenir le pouvoir.
Avec l'essor de la science-fiction féministe, les autrices de science-fiction ont subverti le traitement littéraire de la bataille des sexes, d'abord en présentant des utopies féministes de mondes unigenrés, puis avec l'essor du cyberfémisme en dépassant la vision binaire de sociétés organisés uniquement entre hommes et femmes. 

## Définition
L'expression « bataille des sexes » est utilisée pour la première fois par Joanna Russ pour désigner des histoires de science-fiction traitant de la « guerre des sexes » entre hommes et femmes. Ce sont des histoires dans lesquels les femmes se rebellent et prennent le pouvoir, et dans lesquelles en général on trouve un héros masculin qui avec l'aide d'une femme « féminine » ramène la paix dans le monde et rétablit l'équilibre. 

## Historique
Helen Merrick a décrit le trope de la bataille des sexes en science-fiction, née avec l'essor des questions féministes dans la société. Aussi connues sous le nom d'histoires de « femme dominante », les histoires de « bataille des sexes » présentent souvent des sociétés matriarcales dans lesquelles les femmes ont vaincu leurs oppresseurs patriarcaux et ont atteint la domination. Ces histoires sont représentatives d'une angoisse qui perçoit le pouvoir des femmes comme une menace pour la masculinité et la norme hétérosexuelle. Comme l'explique Merrick, « Et bien qu'elles puissent au moins faire allusion à la vision d'un ordre social genré plus égalitaire, cette possibilité est sapée en figurant le désir féminin d'une plus grande égalité en termes de pulsion masculine (stéréotypée) pour le pouvoir et la domination ». Joanna Russ a tenté de définir une autre approche plus féministe de la bataille des sexes, qu'elle définit comme une« bataille des sexes » dans une approche plus égalitaire ou androgyne. 

### Année 1920
Des exemples de ces types d'histoires, écrites dans les années 1920 et 1930 jusqu'aux années 1950, incluent Friend Island de Francis Steven et Via the Hewitt Ray de Margaret Rupert ; en 1978, Marion Zimmer Bradley sort Les Ruines d'Isis (en), un roman sur un matriarcat futuriste sur une planète colonisée par les humains où les hommes sont extrêmement opprimés. Dans l'univers  de Ténébreuse de Marion Zimmer Bradley, l'autrice introduit une large autonomie des femmes représentée à travers le peuple des Libres Amazones et la perspective de relations homosexuelles.

### Années 1960 - 1970
Dans les années 1960 et 1970, les autrices féministes de science-fiction sont passées de la bataille des sexes à l'écriture d'histoires plus égalitaires et d'histoires qui cherchaient à rendre le féminin plus visible. La Main gauche de la nuit d'Ursula Le Guin dépeint une société androgyne dans laquelle un monde sans genre pourrait être imaginé. Dans le roman court de James Tiptree, Jr Houston, Houston, me recevez-vous ? publié dans l'anthologie Aurora: Beyond Equality, les femmes peuvent être vues dans leur pleine humanité en raison de l'absence d'hommes dans une société post-apocalyptique. Les œuvres de Joanna Russ, notamment Lorsque tout changea et L'Autre Moitié de l'homme sont d'autres exemples d'exploration de la féminité et d'une « déconstruction de la femme « entière » acceptable et libérale vers un sens postmoderne multiple et changeant de l'individualité féminine[pas clair].

### Amor Vincit Foeminam: The Battle of the Sexes in Science Fiction
Joanna Russ aborde le sujet de la « bataille des sexes » dans un article de 1980 intitulé Amor Vincit Foeminam: The Battle of the Sexes in Science Fiction, qui retrace les différentes positions prises par les auteurs de science-fiction sur ce thème récurrent et son implication pour la participation des femmes en science-fiction qui incite Justine Larbalestier à publier une thèse puis un livre sur le sujet,.
Joanna Russ examine dans son essai dix histoires parmi lesquelles : 
- Thomas Berger, Regiment of Women, Simon and Shuster, 1973[7]

- Nelson S.Bond, The Princess Who rebelled, Amazing Stories, octobre 1939

- Edmund Cooper, Gender Genocide, ACE books, 1971 publié aussi sous le nom de Who Needs men ?

- Parley J. Cooper, The feminists, Pinaccle, 1971

- Thomas S. Gardner, The Last Women, Wonder Stories, 1932
- David H. Keller. M.D. The Fenminine Metamorphosis dans When Wlomen Rule (see no. 2). (Science Wonder Stories, août 1929.)
- Keith Laumer, War Against the Yukks, Galaxy, avril 1965.
- Bruce McAllister, *Ecce Femina!, dans Fantasy and Science Fiction, février 1972.
- Booth Tarkington, The Veiled Feminists of Atlantis dans When Women Rule (publié d'abord dans The Forum en mars 1926.)
- James Tiptree. Jr, Mama Come Home dans Ten Thousand Light-Years from Home (en). New York: Ace, 1973. (d'abord publié dans If en 1968 sous le titre The Mother Ship)
- Wallace G. West, The Last Man dans When Women Rule, d'abord publié dans Amazing Stories.

À propos de la plupart de ces nouvelles, Russ indique « Je crois que c'est clair maintenant que ces histoires n'ont non seulement pas été écrites pour des femmes, mais qu'elles ne concernent pas les femmes non plus. Pour citer Michael Korda, dans Male Chauvinism : les hommes en principe ne déteste pas les femmes... Ils ne veulent juste pas entendre parler d'elles ». La seule nouvelle qui trouve grâce à ses yeux est celle de James Tiptree (Joanna Russ croit à l'époque que Tiptree est un homme).

### Années 2000
Les cyberféministes de la génération suivante ont poursuivi avec des idées remettant en cause la féminité ou l'existence même d'un substrat biologique condamnant les femmes à l'état de demoiselles en détresse. Donna Harraway écrit « Il n'y a rien dans le fait d'être « femme » qui lie naturellement les femmes. Il n'existe même pas d'état tel que le fait d' « être » une femme, qui est lui-même une catégorie hautement complexe construite dans des discours scientifiques contestés et d'autres pratiques sociales. ». Elle explique que les communautés se construisent par affinité plutôt que par identité.
C'est une direction prise dans les récits de la « fempunk » : décrire des communautés d'affinités qui ne s'appuient pas sur une ségrégation par le genre, mais décrit des personnages qui doivent compter sur leurs compétences en affrontant des hommes et des femmes pour survivre, en mettant en avant la fluidité et la résilience des personnages. Des autrices comme Kameron Hurley (God's War), Lauren Beukes (Zoo City), et Madeline Ashby (en) (vN: The First Machine Dynasty) se sont selon Marianne de Pierres (en) efforcées d'imaginer des mondes différents pour intégrer l'autonomie des femmes, sans se limiter à des rôles présentés selon un prisme binaire de genre masculin/féminin pour décrire des comportements sociaux et des communautés complexes.

## Réaction des auteurs de science-fiction
Les auteurs masculins de science fiction dure ont réagi parfois négativement à l'utilisation et le détournement du trop traditionnel par des femmes écrivant dans une perspective féministe. Particulièrement remarqués en raison de leur prestige dans le milieu ont été celles d'Isaac Asimov et de Campbell. Campbell qui a écrit « I do not believe that women are capable of writing science fiction ». Asimov a ainsi écrit dans Astounding Science fiction en septembre 1938 :  
« Three rousing cheers for Donald G. Turnbull of Toronto for his valiant attack on those favoring mush. When we want science-fiction, we don’t want swooning dames, and that goes double. You needn’t worry about Miss Evans, Donald, us he-men are for you and if she tries to slap you down, you’ve got an able (I hope) confederate and tried auxiliary right here in the person of yours truly. Come on, men, make yourself heard in favor of less love mixed with our science! (Astounding Science Fiction [September 1938]: 161). ».